# خانه راس حسینی
خانه راس حسینی مربوط به دوره قاجار است و در یزد، خیابان امام خمینی، محله فهادان واقع شده و این اثر در تاریخ ۱۰ خرداد ۱۳۸۲ با شمارهٔ ثبت ۹۱۱۹ به‌عنوان یکی از آثار ملی ایران به ثبت رسیده است.